# 宾夕法尼亚州高等教育系统
宾夕法尼亚州高等教育系统（PASSHE）是美国宾夕法尼亚州的一个州级机构，负责监管宾夕法尼亚州的10所州立大学。PASSHE是宾夕法尼亚州最大的高等教育机构。所有学校均为NCAA二级联赛成员，并隶属于宾夕法尼亚州立大学体育协会（PSAC）。
PASSHE不应与宾夕法尼亚州另一个州立资助的大学系统——宾夕法尼亚邦高等教育系统混淆，后者包括一所赠地大学（宾夕法尼亚州立大学）、三所曾经是私立的大学（天普大学、林肯大学和匹兹堡大学），以及这四所大学的相关校区。